# 소 요리시게
소 요리시게(일본어: 宗頼茂 そうよりしげ[*], 생몰년 미상)는 일본 남북조 시대(南北朝時代)에서 무로마치 시대(室町時代)의 무장이다. 쓰시마(対馬) 소 씨(宗氏) 7대 당주로 관직은 우마대부(右馬大夫), 출가하여 법명을 영감(靈鑑)이라 하였다.
에도 시대에 편찬된 『소 씨 가보』(宗氏家譜) 등의 기록에는 소 씨 총령가인 5대 당주 쓰네시게(経茂)의 아들이라고 되어 있으나, 소 스미시게(宗澄茂)의 아들로 쓰네시게의 동생인 요리쓰구(頼次, 宗香)를 필두로 하는 서류(庶流) 니이 소 씨(仁位宗氏)에 속한다는 설이 유력하다.
덴주(天授) 연간(1375년~1381년)에 자신은 다자이후(太宰府)에 머무르면서 자신의 사촌동생인 스미시게(澄茂)를 대신 쓰시마 섬에 두어 지키도록 하였는데 겐추(元中) 6년(1389년) 2월에 고려의 장수 박위(朴葳)가 이끄는 전함 1백여 척이 쓰시마 섬을 공격하였다. 무로마치 시대 초기인 메이토쿠(明徳) 3년/분추(元中) 9년(1392년) 무렵 스미시게의 뒤를 이어 쓰시마 슈고(守護)가 되었다.
오에이(応永) 4년(1397년) 5월 무렵 조선 정부와 수호관계를 맺었고, 이듬해인 5년(1398년) 총령가(惣領家)인 사다시게(貞茂)에게 지배권을 빼앗겼다고 한다. 한국의 《조선왕조실록》에 등장하는 조선 정부가 문하좌정승(門下左政丞) 조준(趙浚)의 명의로 왜구 금압을 의뢰한 문서에 수신인으로 등장하는 '쓰시마 섬 슈고 이대경(対馬島守護李大卿)'이라는 인물은 소 요리시게를 가리키는 것으로 해석되고 있다. 오에이 9년(1402년)에 요리시게는 쓰시마 섬으로 돌아왔으며, 이때 동족인 소 요시시게(宗賀茂)의 봉기를 진압하였다고 한다.

## 참고 문헌
- 오시 세쓰코(長節子) 『중세 한일관계와 쓰시마』(中世日朝関係と対馬)